# Le Secret du Ragnarok
Pour plus de détails, voir Fiche technique et Distribution.
Le Secret du Ragnarok (Gåten Ragnarok) est un film norvégien réalisé par Mikkel Brænne Sandemose, sorti en 2013.

## Synopsis
Sigurd, père veuf de deux enfants, archéologue spécialiste des Vikings pense que le mythe du Ragnarok, nom viking pour désigner la fin du monde, reposerait sur des évènements réels. Son ami Allan revient d'une expédition au Finnmark en possession d'une pierre runique cryptée qui se révèle être une carte. Il décide de partir en expédition aux confins de la Norvège, avec sa fille Ragnhild et son fils Brage, accompagné d'Allan et d'Elisabeth pour percer le secret de l'origine du mythe du Ragnarok.

## Fiche technique
- Titre original : Gåten Ragnarok
- Titre français : Le Secret du Ragnarok
- Réalisation : Mikkel Brænne Sandemose
- Scénario : John Kåre Raake
- Photographie : Daniel Voldheim
- Montage : Christian Siebenherz
- Musique : Magnus Beite
- Pays d'origine :  Norvège
- Langue : Norvégien, Suédois
- Genre : Film d'aventure, Film d'action
- Date de sortie : 2013

## Distribution
- Pål Sverre Hagen : Sigurd
- Nicolai Cleve Broch : Allan
- Sofia Helin : Elisabeth
- Bjørn Sundquist : Leif
- Maria Annette Tanderø Berglyd : Ragnhild
- Julian Podolski : Brage
- Jens Hultén : Vikingkongen